# Championnats d'Amérique du Nord de patinage artistique 1923
Navigation
Édition suivante
Les 1ers championnats d'Amérique du Nord de patinage artistique ont lieu le 23 février 1923 à Ottawa dans la province de l'Ontario au Canada. C'est la première fois que le Canada organise une compétition internationale en patinage artistique.
Quatre épreuves y sont organisées: messieurs, dames, couples artistiques et quartettes.
Les championnats nord-américains vont être organisés tous les deux ans, en alternance au Canada et aux États-Unis, jusqu'à la 24e édition en 1971. 
Sherwin Badger, Theresa Weld-Blanchard, Dorothy Jenkins, Andrew Gordon McLennan, Elizabeth Blair, Florence Wilson, Philip Chrysler et C.R. Morphy sont les premiers vainqueurs des championnats nord-américains, dans les quatre catégories proposées en 1923.

## Podiums
| Épreuves                       | Or                                                                | Argent                                                            | Bronze                                                                             |
| ------------------------------ | ----------------------------------------------------------------- | ----------------------------------------------------------------- | ---------------------------------------------------------------------------------- |
| Messieurs résultats détaillés  | Sherwin Badger                                                    | Melville Rogers                                                   |                                                                                    |
| Dames résultats détaillés      | Theresa Weld-Blanchard                                            | Beatrix Loughran                                                  | Dorothy Jenkins                                                                    |
| Couples résultats détaillés    | Dorothy Jenkins / Andrew Gordon McLennan                          | Theresa Weld-Blanchard / Nathaniel Niles                          | Clara Frothingham / Charles Rotch                                                  |
| Quartettes résultats détaillés | Elizabeth Blair / Florence Wilson / Philip Chrysler / C.R. Morphy | Clara Hartman / Grace Munstock / Paul Armitage / Joel B. Liberman | Clara Frothingham / Theresa Weld-Blanchard / Sherwin Badger / Charles Morgan Rotch |

## Tableau des médailles
| Rang  | Nation     | Or | Argent | Bronze | Total |
| ----- | ---------- | -- | ------ | ------ | ----- |
| 1     | États-Unis | 2  | 3      | 2      | 7     |
| 2     | Canada     | 2  | 1      | 1      | 4     |
| Total | Total      | 4  | 4      | 3      | 11    |

## Détails des compétitions

### Messieurs
| Rang    | Nom                     | Pays       |
| ------- | ----------------------- | ---------- |
| 1       | Sherwin Badger          | États-Unis |
| 2       | Melville Rogers         | Canada     |
| Forfait | Duncan McIntyre Hodgson | Canada     |
| Forfait | Nathaniel Niles         | États-Unis |
| Forfait | Edward Howland          | États-Unis |

### Dames
| Rang | Nom                    | Pays       |
| ---- | ---------------------- | ---------- |
| 1    | Theresa Weld-Blanchard | États-Unis |
| 2    | Beatrix Loughran       | États-Unis |
| 3    | Dorothy Jenkins        | Canada     |
| 4    | Lillian Cramer         | États-Unis |
| 5    | Rosalie Knapp          | États-Unis |

### Couples
| Rang | Nom                                      | Pays       |
| ---- | ---------------------------------------- | ---------- |
| 1    | Dorothy Jenkins / Andrew Gordon McLennan | Canada     |
| 2    | Theresa Weld-Blanchard / Nathaniel Niles | États-Unis |
| 3    | Clara Frothingham / Charles Rotch        | États-Unis |

### Quartettes
| Rang | Nom                                                                                | Pays       |
| ---- | ---------------------------------------------------------------------------------- | ---------- |
| 1    | Elizabeth Blair / Florence Wilson / Philip Chrysler / C.R. Morphy                  | Canada     |
| 2    | Clara Hartman / Grace Munstock / Paul Armitage / Joel B. Liberman                  | États-Unis |
| 3    | Clara Frothingham / Theresa Weld-Blanchard / Sherwin Badger / Charles Morgan Rotch | États-Unis |